# Dominique Siraut
« Sirault » redirige ici. Pour les articles homophones, voir Siraut, Siro, Sirot et Sirop.
Le baron Dominique Nicolas Joseph Siraut  (Mons, 10 août 1787 - 9 avril 1849) était un homme politique de Belgique. Il fut bourgmestre de Mons de 1836 à 1849 et sénateur de 1843 à 1849.

## Biographie
Dominique Siraut est le fils de Gilles Siraut, avocat au Conseil souverain de Hainaut et membre du Conseil provincial du Hainaut, et d'Henriette Tondeur.
Diplômé de l'École de droit de Bruxelles, il devient avocat à Mons. En 1830, il est également juge par intérim au tribunal de première instance de Mons et de 1816 à 1831.
Siraut commence son engagement politiquement actif pour le parti catholique, puis devint libéral en 1848. De 1836 à 1843, il est membre du Conseil provincial du Hainaut, qu'il préside. Il également bourgmestre de Mons de 1836 à 1849 et sénateur de l'arrondissement de Mons de 1843 à sa mort.
En 1847, il est admis dans la noblesse héréditaire belge, avec le titre de baron, transmissible à sa descendance. Son neveu Emile Siraut (nl) est également admis dans la noblesse en 1886 et hérite du titre de baron.

## Mandats et fonctions
- Bourgmestre de Mons : 1836-1849
- Président du Conseil provincial de Hainaut : 1836-1843
- Membre du Sénat belge : 1843-1849

## Sources
- Fiche Siraut sur ODIS